# Fredrik Wilhelm Keyser
Fredrik Wilhelm Keyser, född den 27 oktober 1800 i Kristiania (nuvarande Oslo), död där den 10 november 1887, var en norsk bibliotekarie, bror till Christian Nicolai och Rudolf Keyser, kusin till Jens Jacob Keyser.
Keyser blev 1820 anställd som amanuens vid universitetsbiblioteket, där han började att arbeta i låneavdelningen. Samtidigt var han lärare i latin vid flera skolor. Då Georg Sverdrup slutade 1845 övertog Keyser ställningen som chef. Keyser avgick med pension 1863, men fortsatte att arbeta på biblioteket. Då Paul Botten-Hansen dog 1869 fungerade Keyser på nytt som chef i ett halvår. Han redigerade och utgav en årlig förteckning över bibliotekets tillväxt för åren 1837—1862.
Keyser blev den 25 augusti 1860 riddare av Sankt Olavs Orden "for fortjenstlig Embedsvirksomhed". Han var medlem av Det Kongelige Norske Videnskabers Selskab i Trondhjem (1843) och av Det Norske Videnskaps-Akademi i Kristiania (1858). År 1870 blev hans marmorbyst av Olaf Glosimodt, utförd efter insamling bland bibliotekets låntagare, placerad i bibliotekets utlåningsavdelning. Hans boksamling testamenterades tillsammans med brodern Rudolfs till UB.